# NGC 181
NGC 181 este o galaxie spirală, posibil lenticulară, situată în constelația Andromeda. A fost descoperită în 6 octombrie 1883 de către Édouard Stephan.